# Jon Gorenc Stanković
Jon Gorenc Stanković (Liubliana, 14 de enero de 1996) es un futbolista esloveno. Juega de centrocampista en el S. K. Sturm Graz de la Bundesliga de Austria.

## Trayectoria
Desarrolló su carrera deportiva en las categorías inferiores del Nogometni Klub Domžale, llegando a debutar con el primer equipo en la temporada 2012-13 de Primera División eslovena. A nivel internacional, ha sido convocado por la selección de Eslovenia en las categorías sub-16, sub-18 y sub-19.
El 23 de mayo de 2014 el Borussia Dortmund alemán confirmó su fichaje con un contrato juvenil. El jugador formó parte del equipo reserva, el Borussia II.

## Selección nacional
Tras haber sido internacional en categorías inferiores, el 7 de octubre de 2020 debutó con la selección absoluta de Eslovenia en un amistoso ante San Marino que ganaron por 4-0.

### Participaciones en Eurocopas
| Copa          | Sede     | Resultado        | Partidos | Goles |
| ------------- | -------- | ---------------- | -------- | ----- |
| Eurocopa 2024 | Alemania | Octavos de final | 4        | 0     |

## Clubes
| Club                       | País       | Año       |
| -------------------------- | ---------- | --------- |
| N. K. Domžale              | Eslovenia  | 2013-2014 |
| Borussia Dortmund II       | Alemania   | 2014-2016 |
| Huddersfield Town A. F. C. | Inglaterra | 2016-2020 |
| S. K. Sturm Graz           | Austria    | 2020-     |

## Palmarés

### Títulos nacionales
| Título          | Club             | País    | Año  |
| --------------- | ---------------- | ------- | ---- |
| Copa de Austria | S. K. Sturm Graz | Austria | 2023 |
| Copa de Austria | S. K. Sturm Graz | Austria | 2024 |
| Bundesliga      | S. K. Sturm Graz | Austria | 2024 |
| Bundesliga      | S. K. Sturm Graz | Austria | 2025 |